# جرج تاون (پنانگ)
جرج‌تاون پنانگ (به لاتین: George Town, Penang) یک منطقهٔ مسکونی در مالزی است که در شمال‌شرقی جزیره پنانگ واقع شده‌است.

## خصوصیات
جرج تاون پنانگ ۳۰۵٫۷۷۳ کیلومترمربع مساحت و ۵۱۰٬۹۹۶ نفر جمعیت دارد و ۴ متر بالاتر از سطح دریا واقع شده‌است.

## خواهرخوانده
شهرهای آدلاید، بانکوک و استان پوکت خواهرخوانده‌های جرج تاون پنانگ هستند.

## نگارخانه

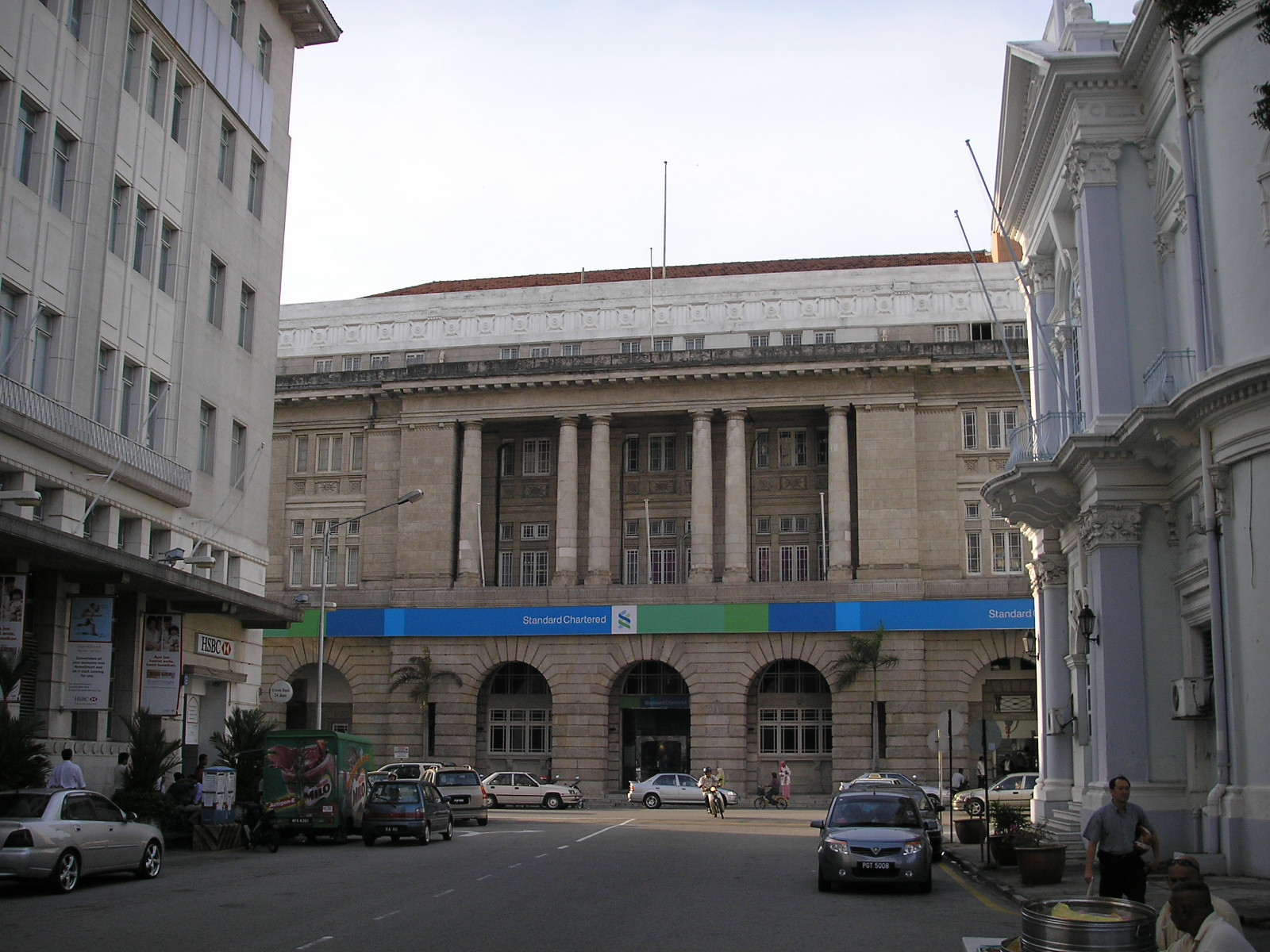
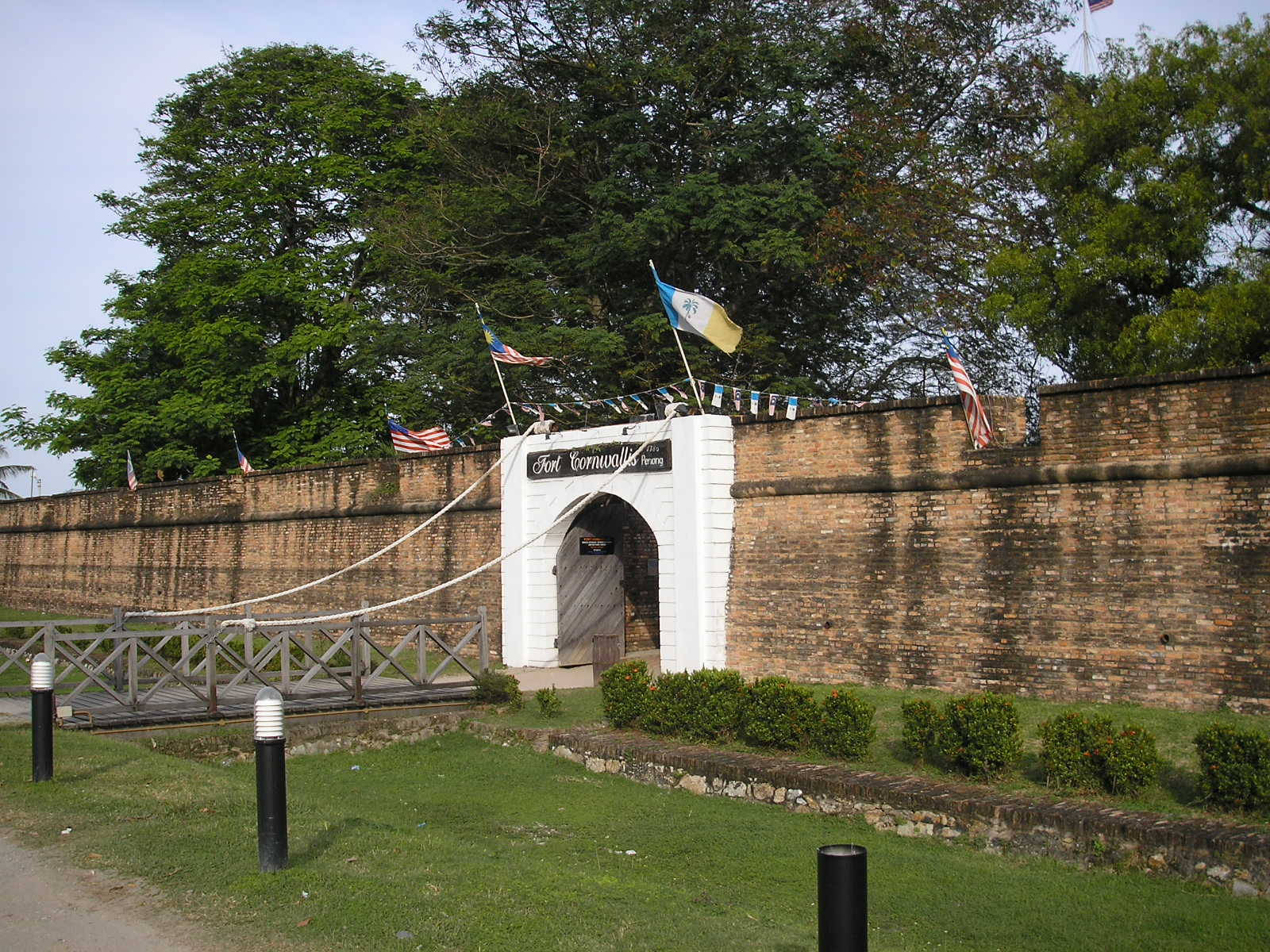
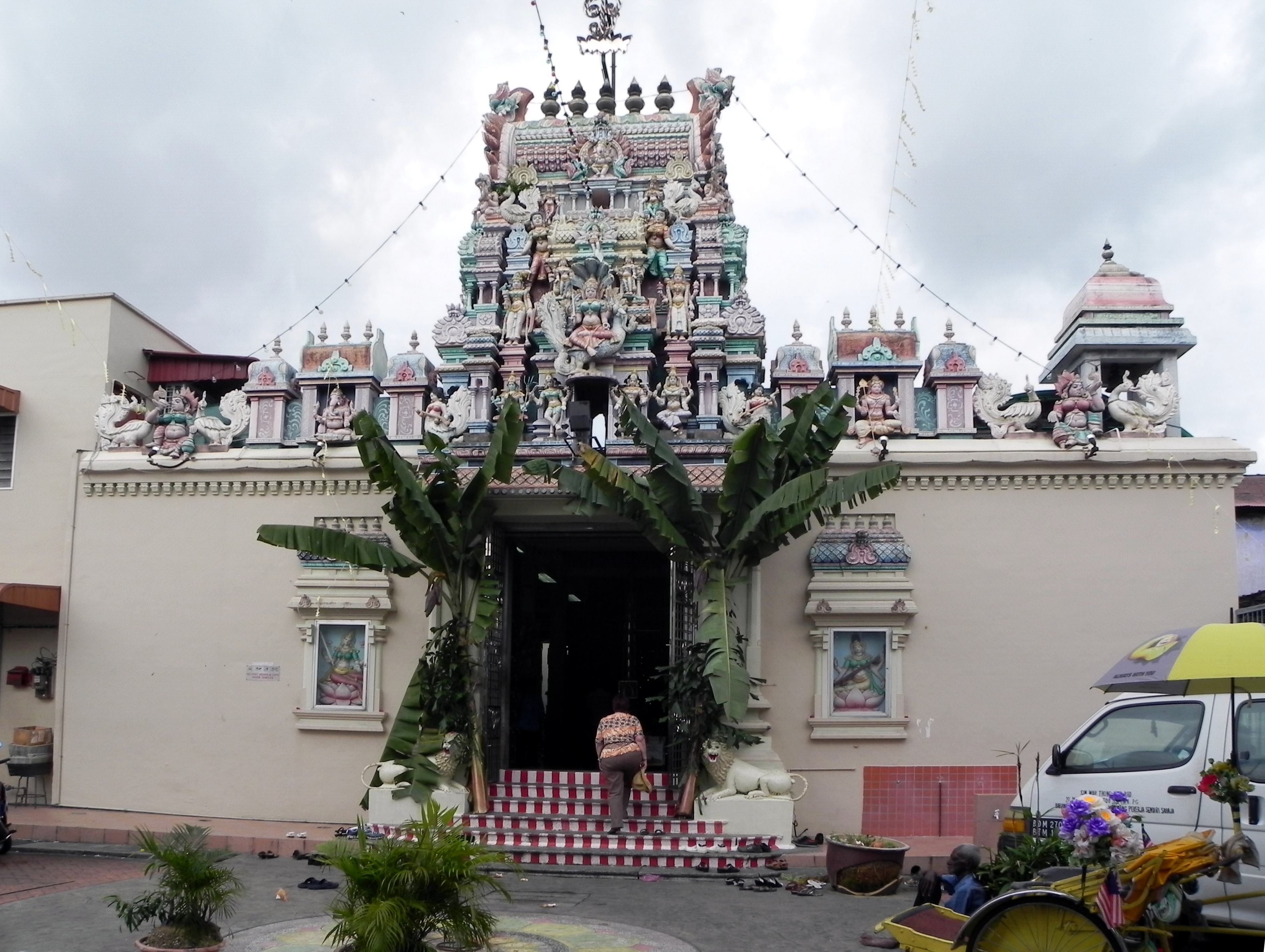
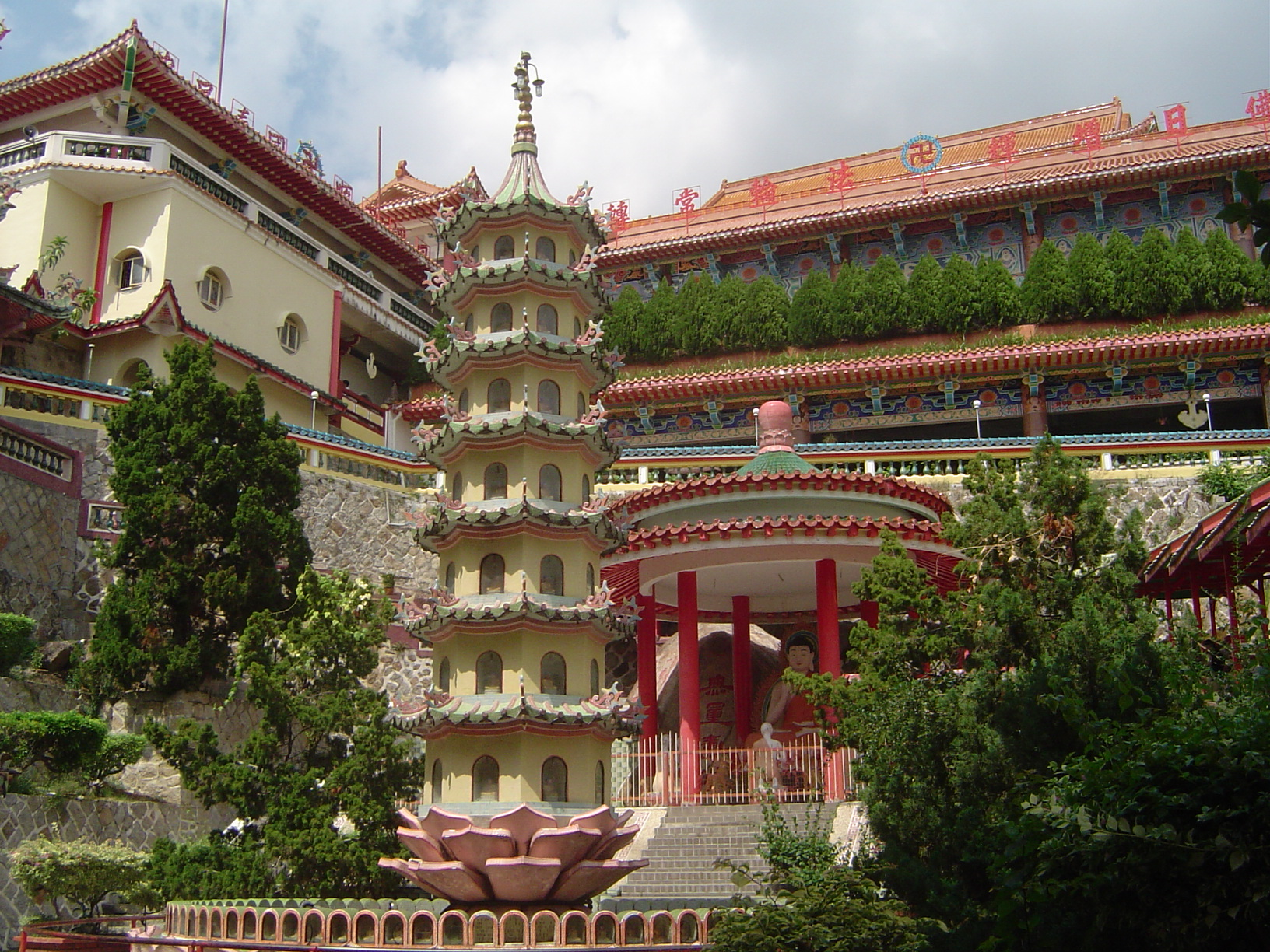
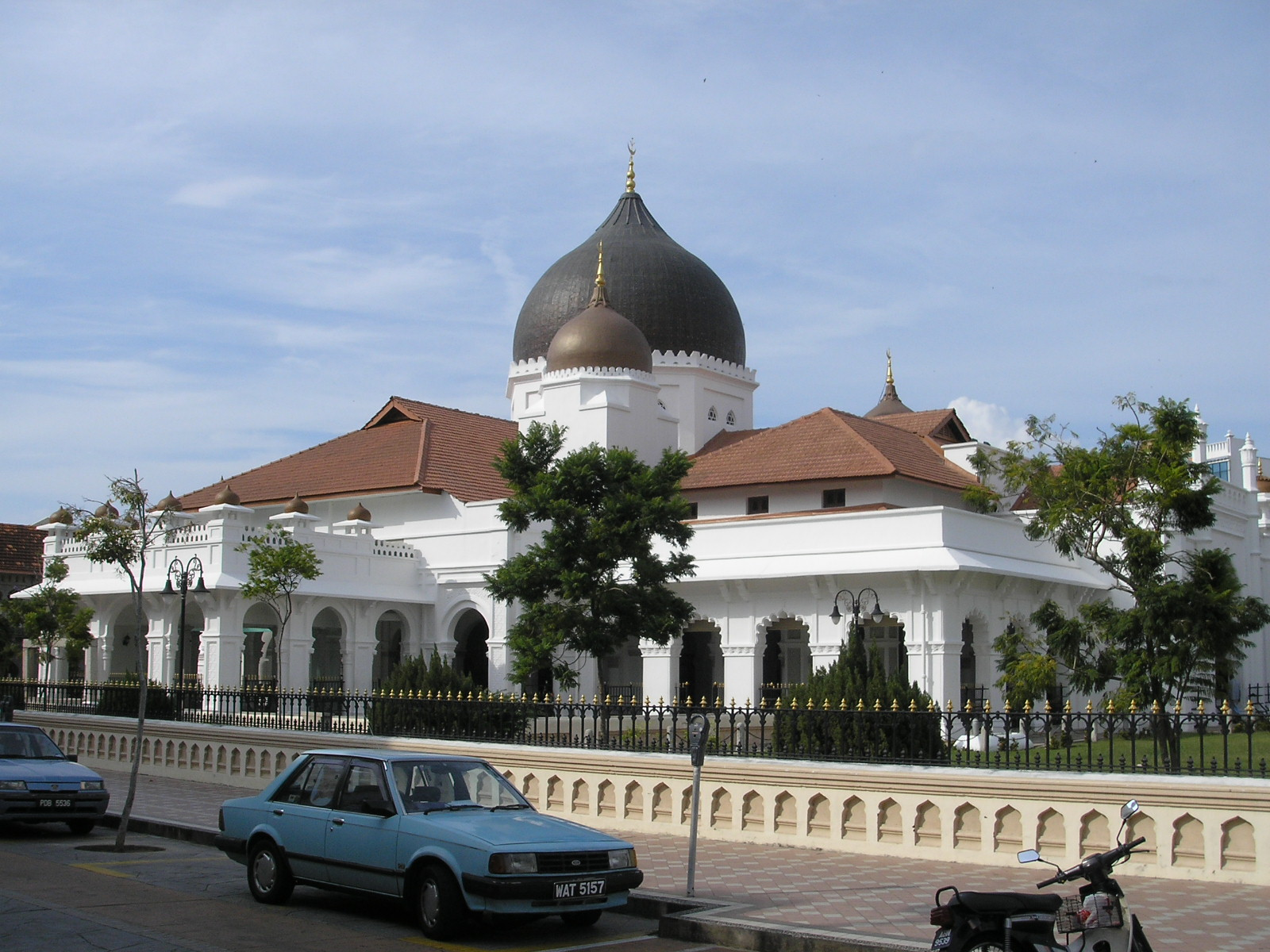
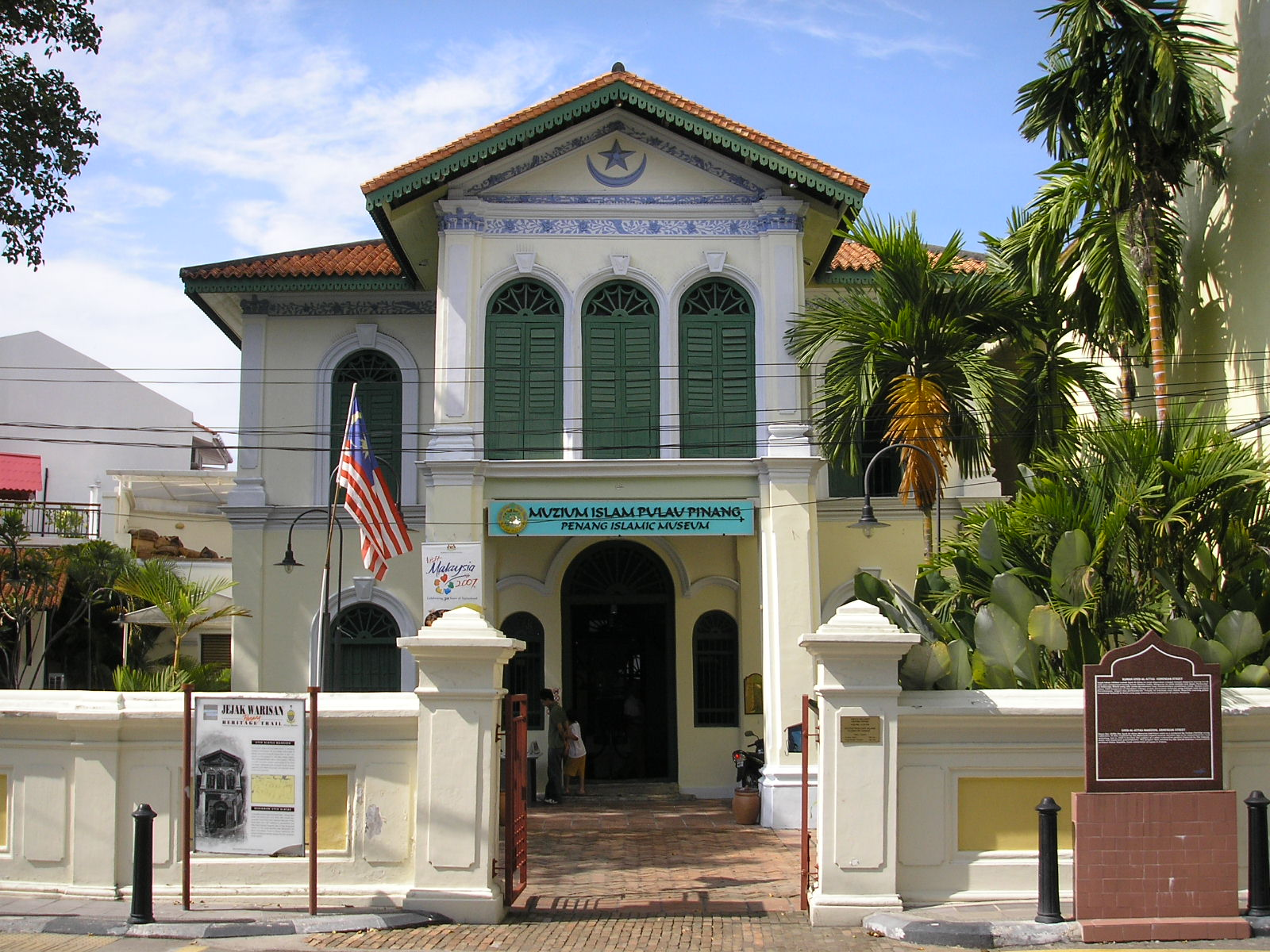
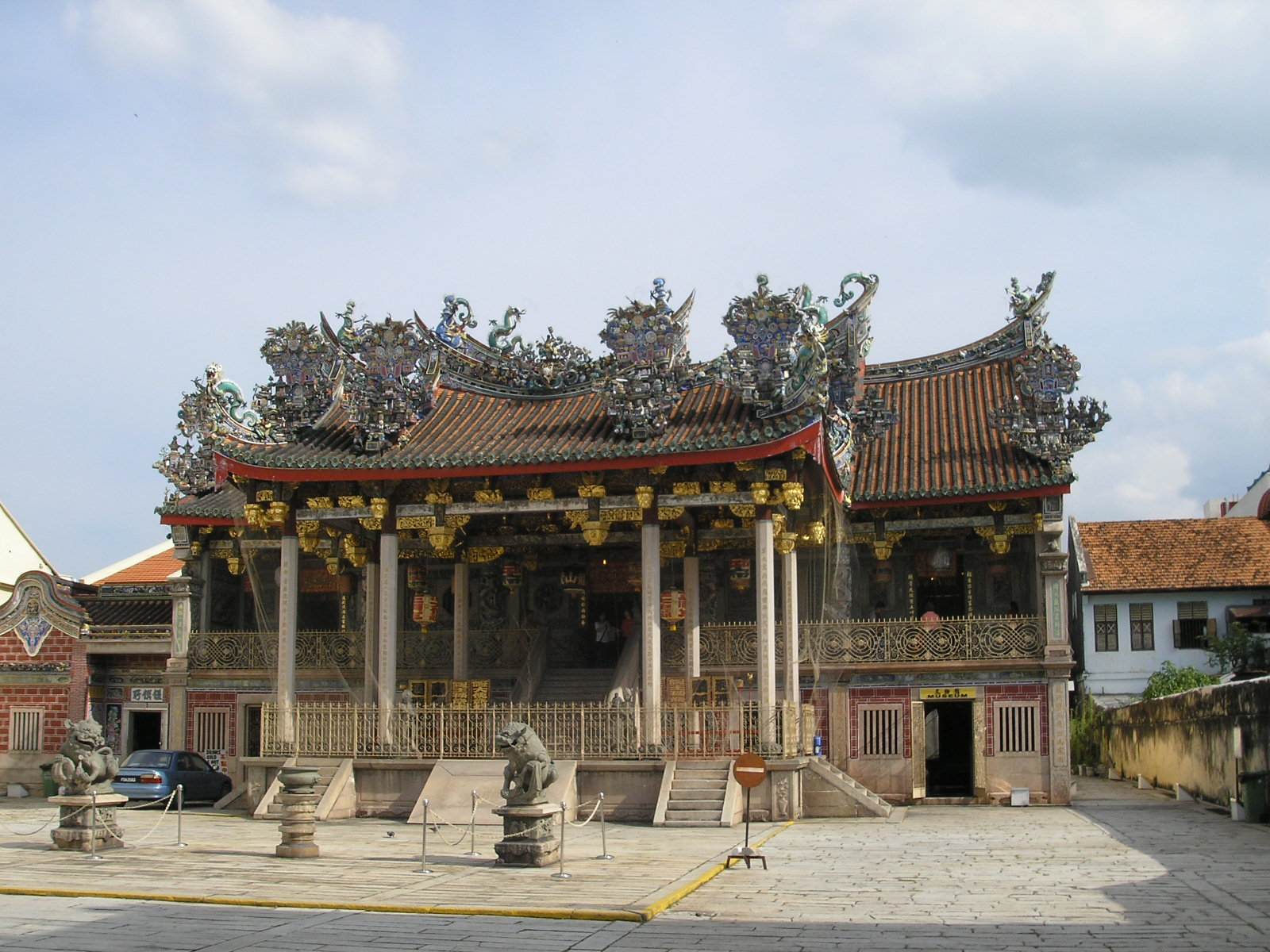
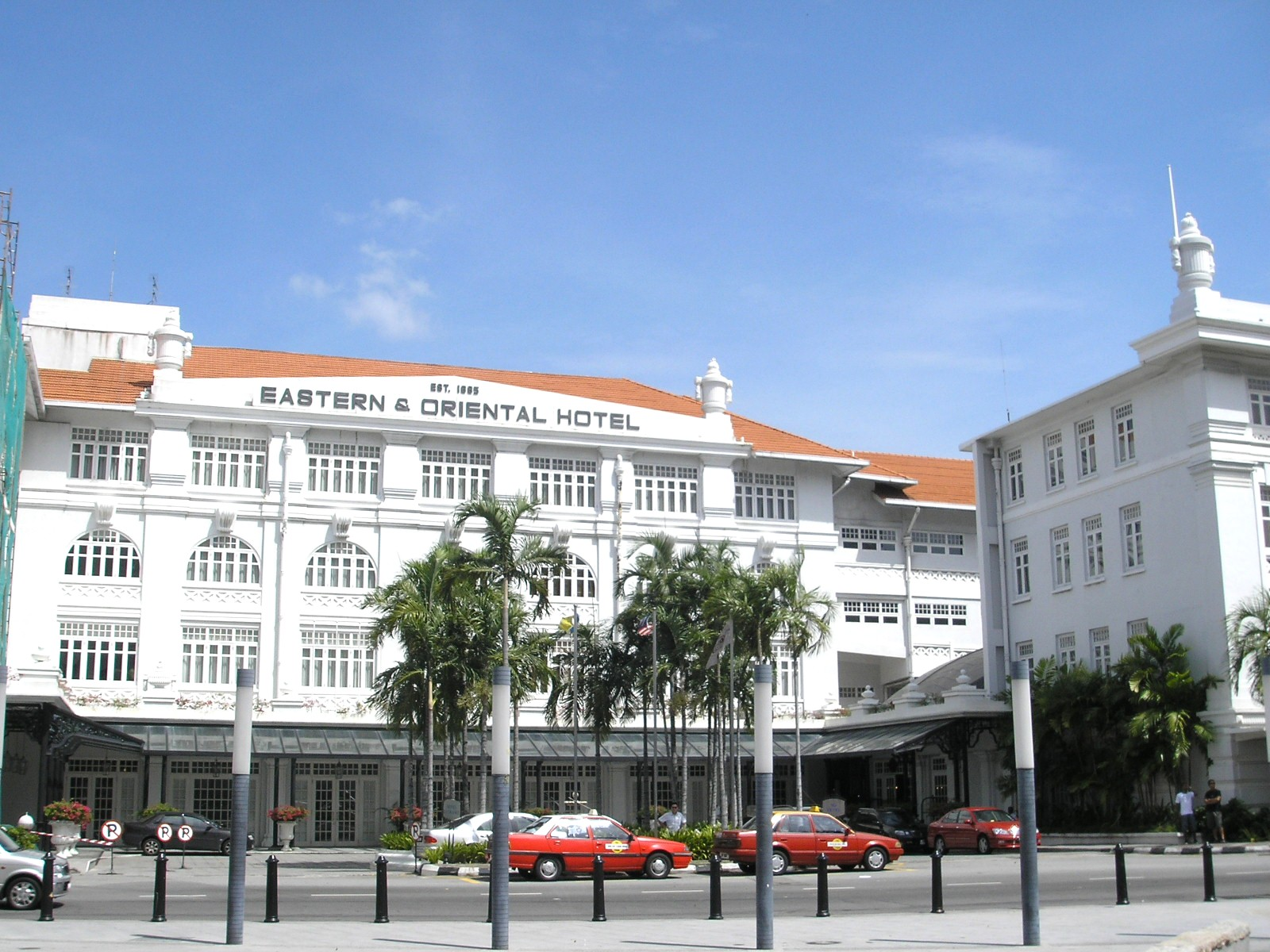
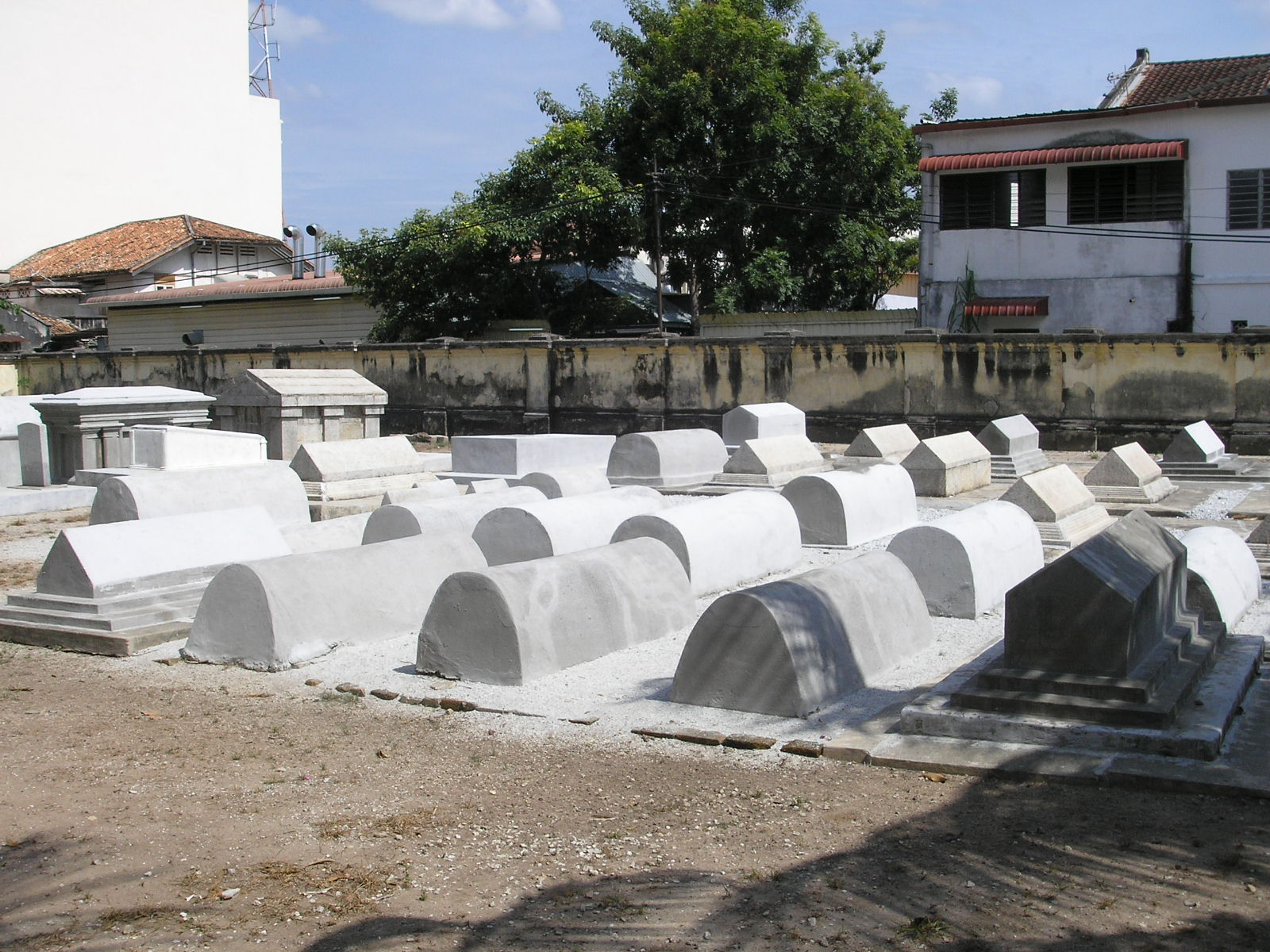
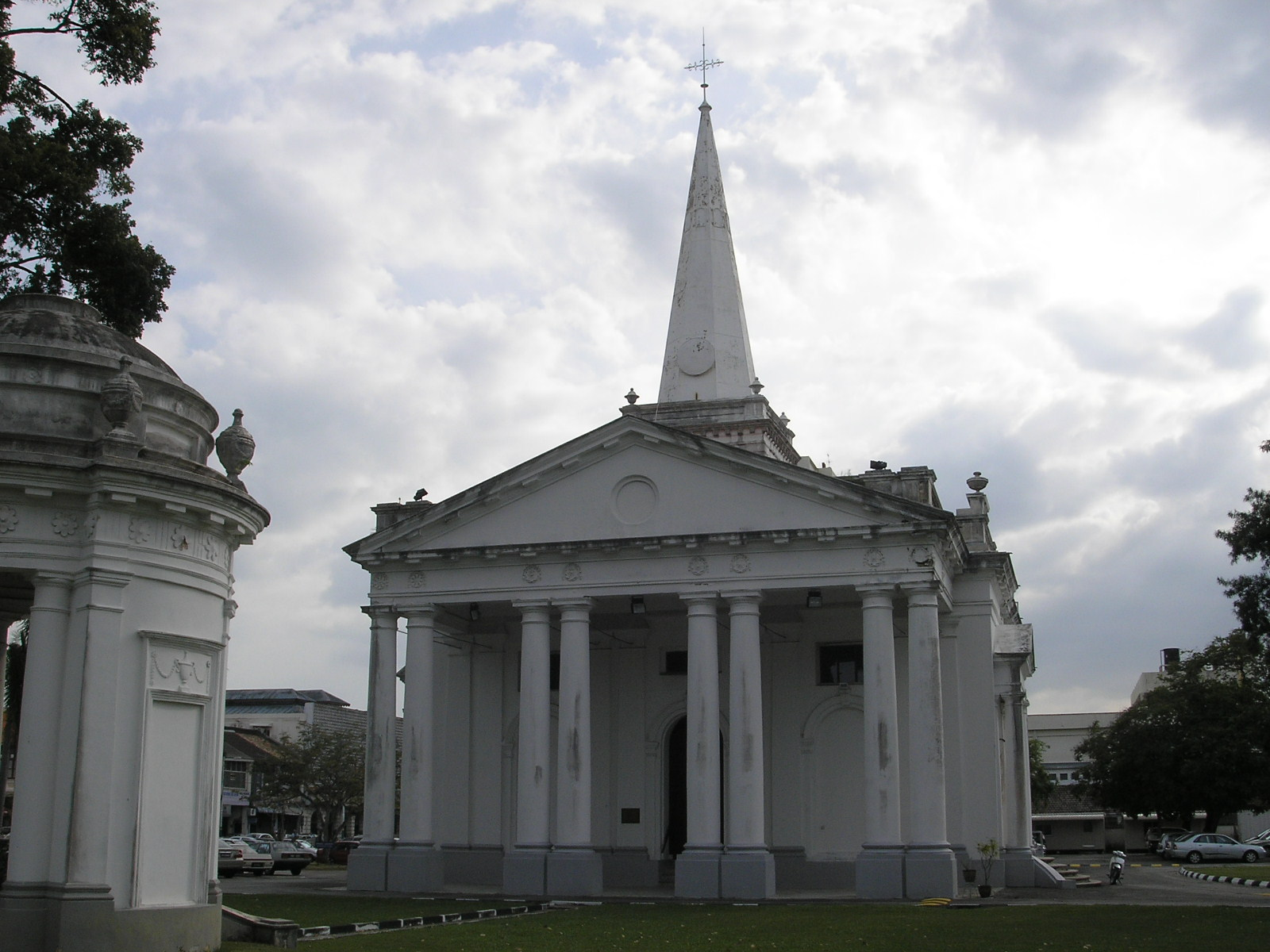
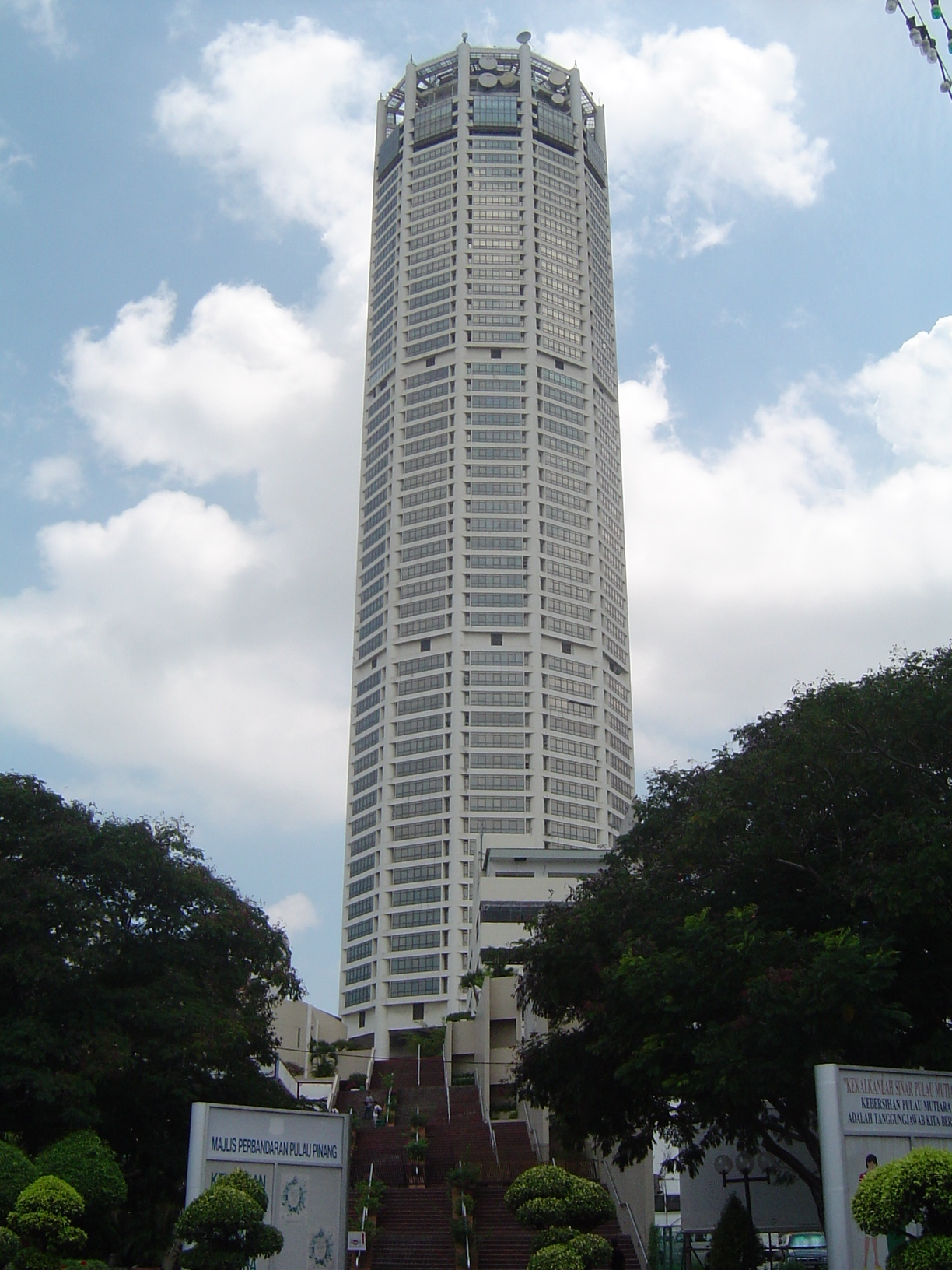
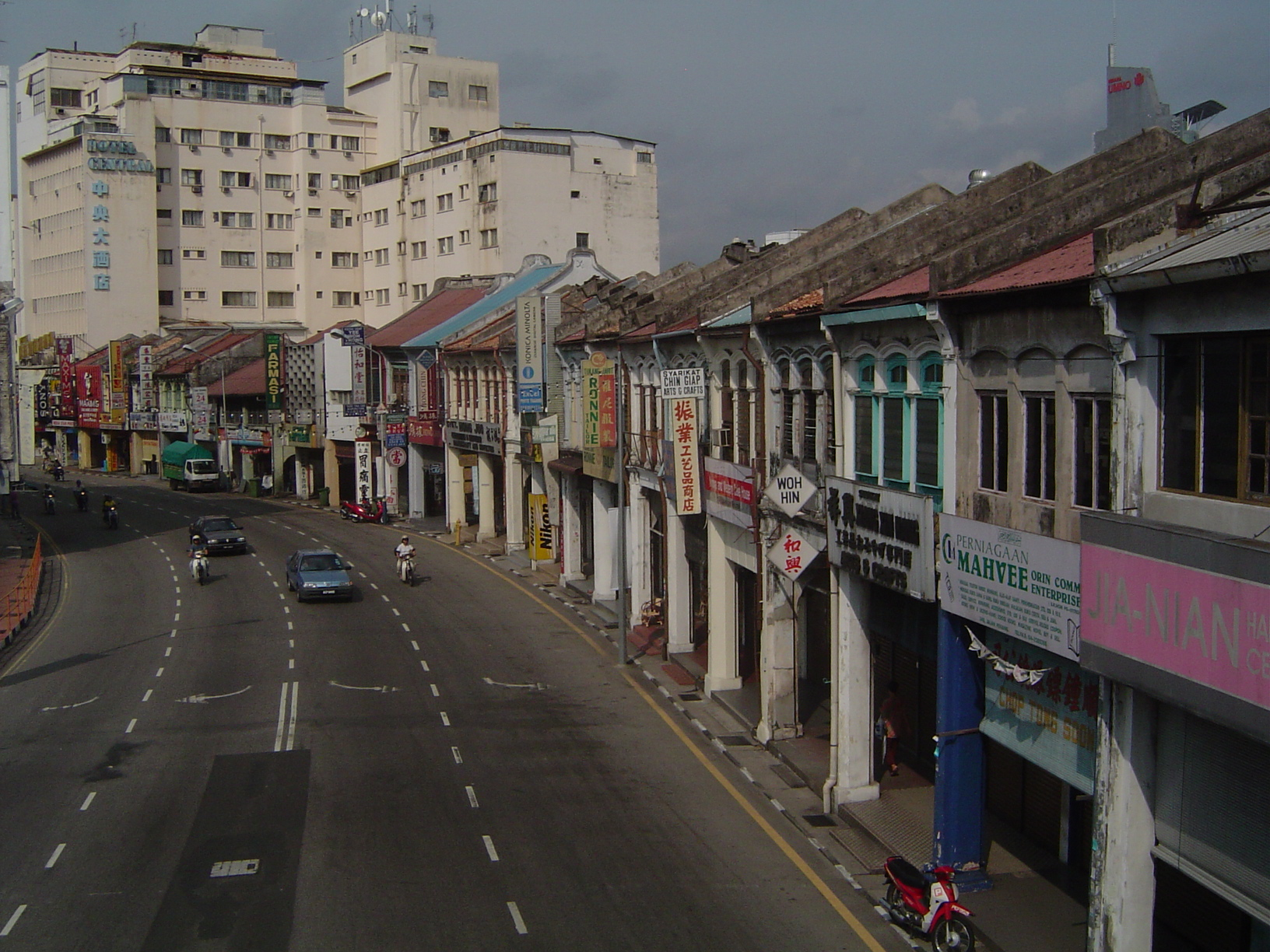
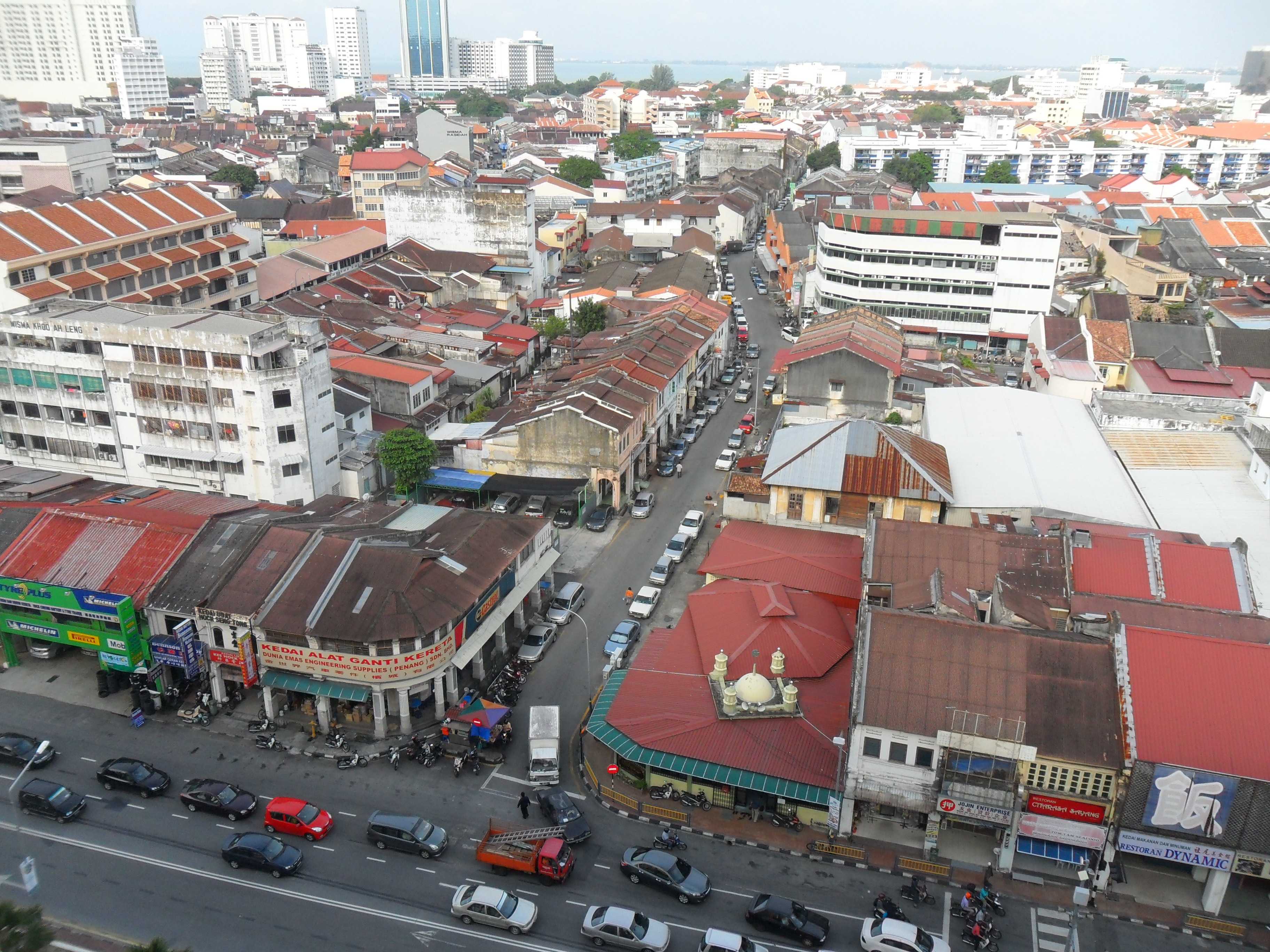
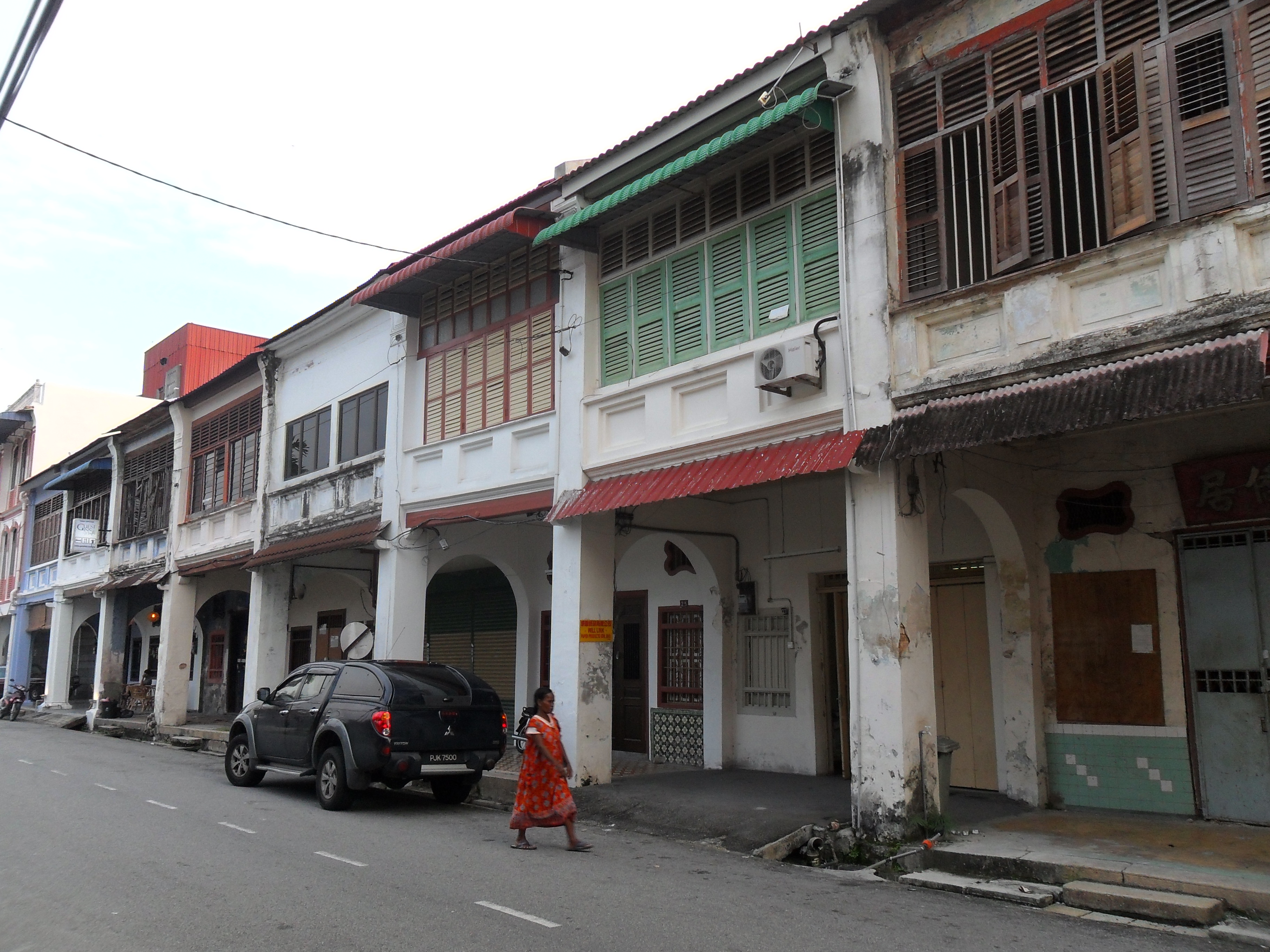
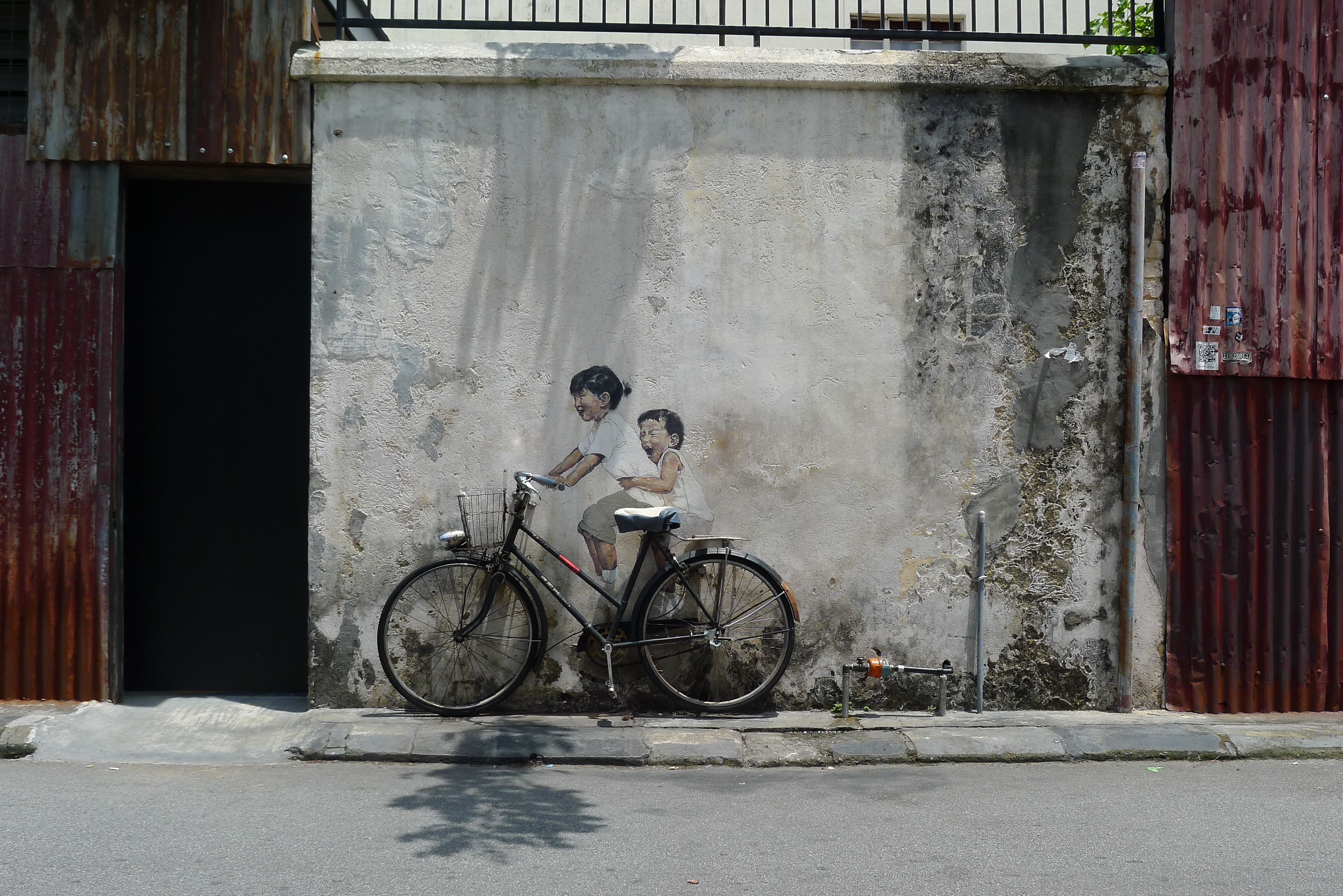
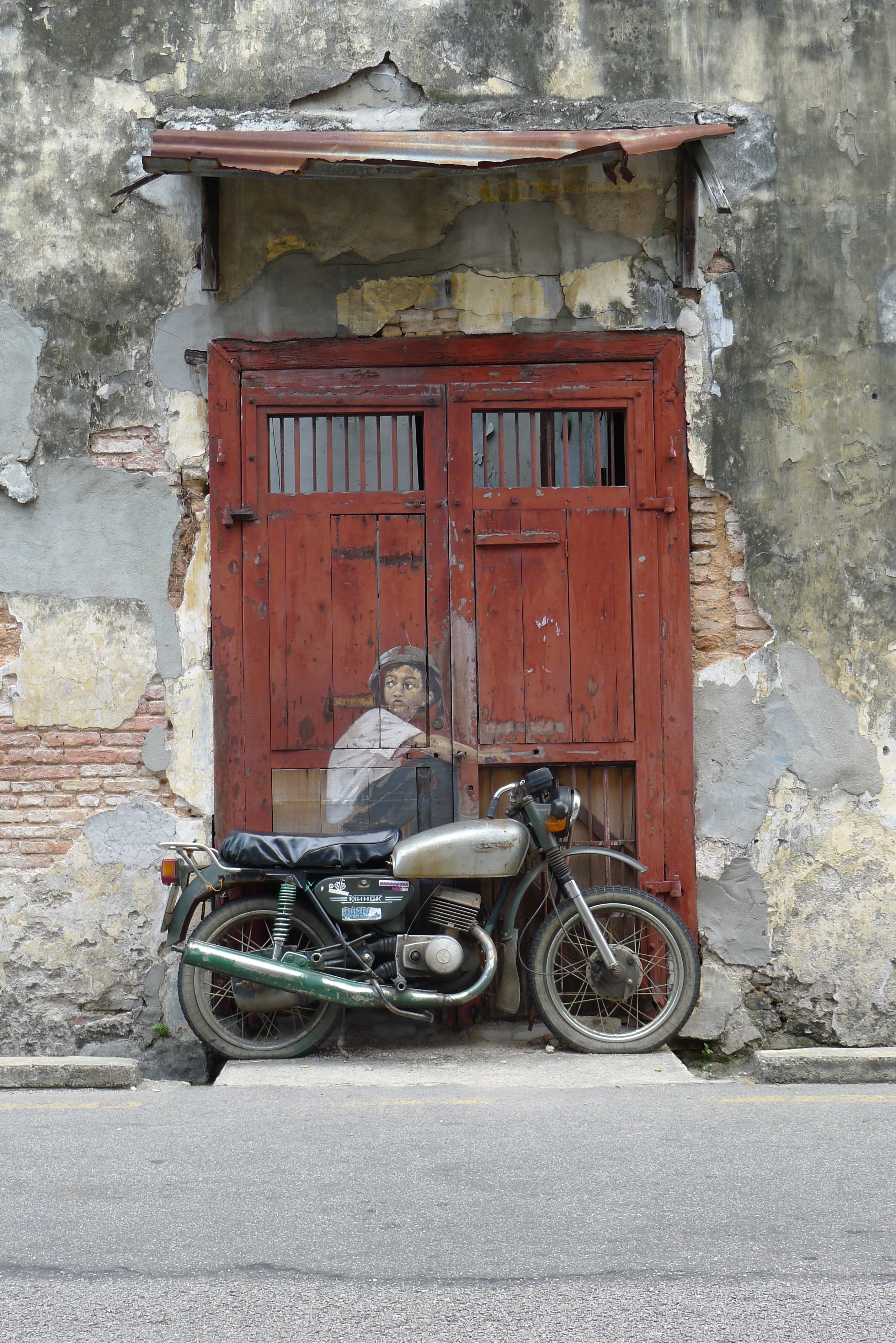
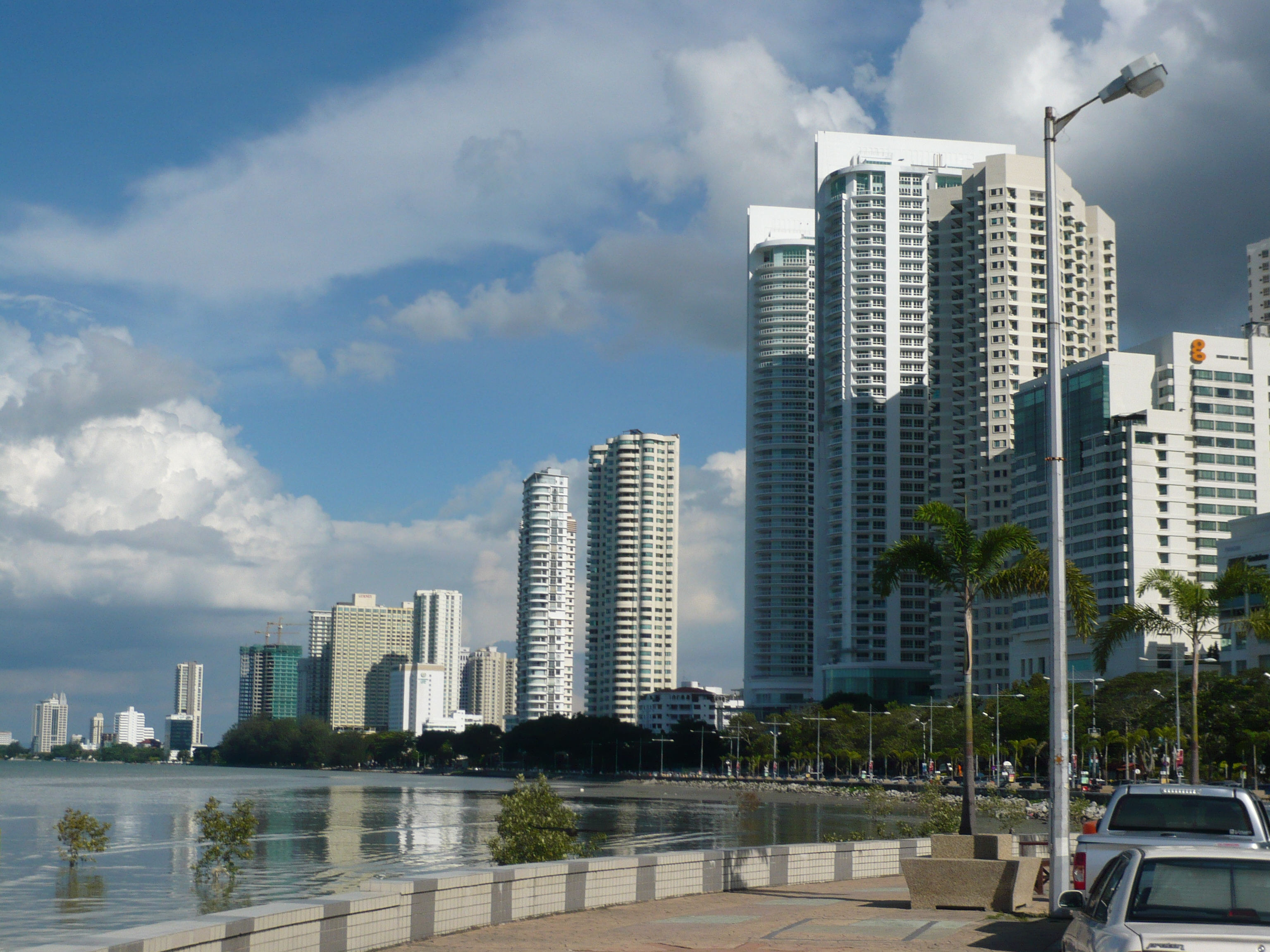
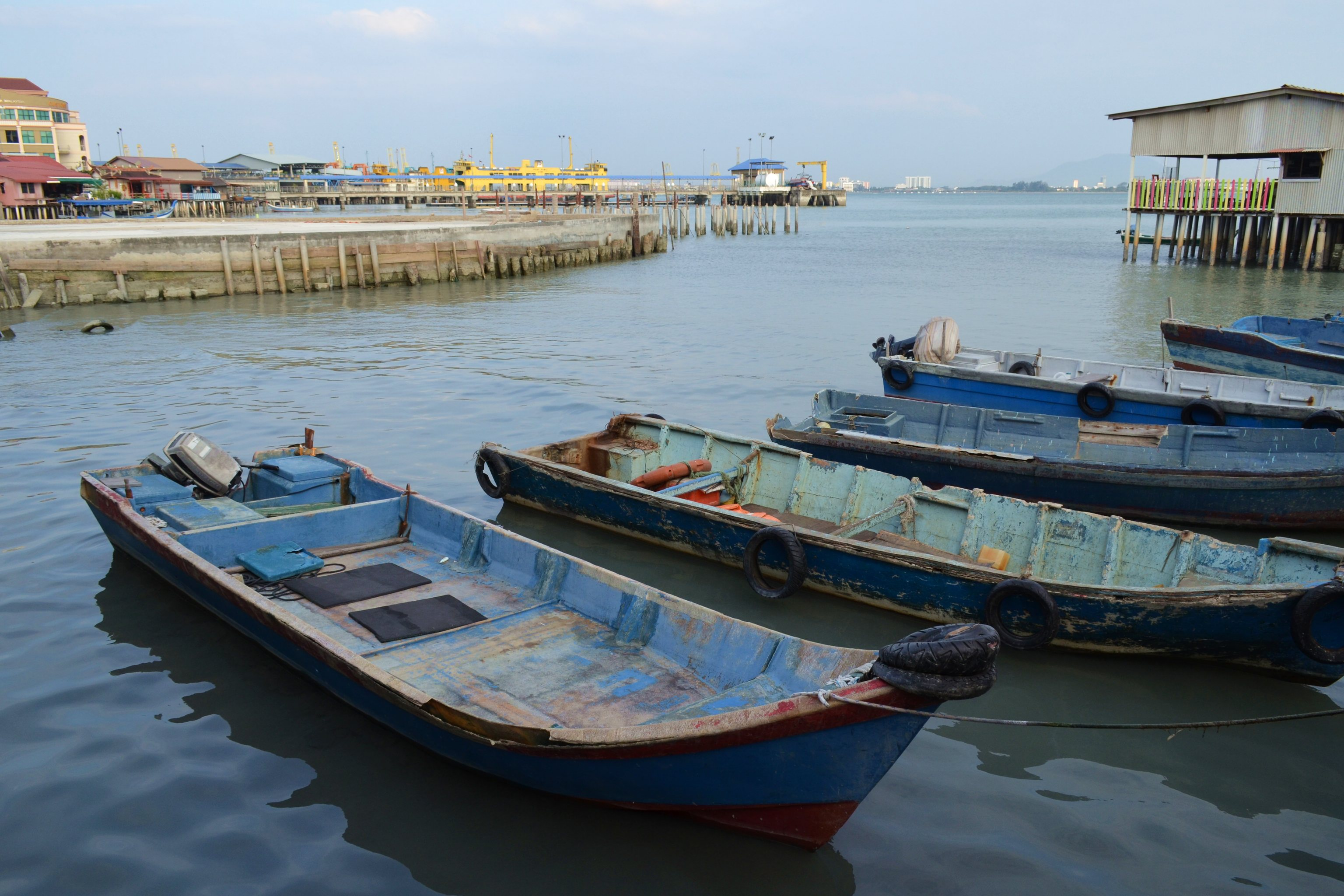